# Municipio de Tala (Jalisco)
El municipio de Tala es uno de los 125 municipios en que se encuentra dividido el estado mexicano de Jalisco. Se encuentra en el centro-poniente del estado, su cabecera municipal es la ciudad de Tala.

## Geografía
El municipio de Tala se encuentra en la región Valles del estado de Jalisco, tiene una extensión territorial de 413.259 kilómetros cuadrados que representan el 0.52 % de la extensión total de Jalisco. Sus coordenadas geográficas extremas son 20°28′ - 20°45′ de latitud norte y 103°34′ - 103°51′ de longitud oeste y su territorio tiene una altitud máxima de 2100 y una mínima de 1300 metros sobre el nivel del mar.
Limita al norte con el municipio de El Arenal, al noreste con el municipio de Zapopan, al sureste con el municipio de Tlajomulco de Zúñiga, al sur con el municipio de Acatlán de Juárez y el municipio de Villa Corona, al suroeste con el municipio de San Martín de Hidalgo y al noroeste con el municipio de Teuchitlán.

### Medio Físico
- Situación: El municipio de Tala se localiza al centro poniente del estado de Jalisco, en las coordenadas 20°29′0″ de latitud norte y 103°29′30″ de longitud oeste, a una altitud de 1320 metros sobre el nivel del mar.
- Delimitación: Limita al norte con Zapopan, Amatitán y El Arenal, al sur con Acatlán de Juárez, Villa Corona y San Martín Hidalgo, al oriente con Zapopan y Tlajomulco de Zúñiga y al poniente con Teuchitlán.[5]
- Extensión: 389.24 km²
- Datos Físicos
- Relieve
- Geología: los plegamientos que se encuentran en este municipio son derivaciones del sistema montañoso conocido como Sierra Madre Occidental.
- Topografía: gran parte del municipio presenta alturas inferiores a 1500 m s. n. m., aunque las zonas comprendidas entre 1500 y 1700 metros son pequeñas y aisladas, tienen una pendiente aceptable desde el punto de vista agrícola. En las zonas con altura superiores a 1700 metros, se ubican las elevaciones más importantes, como los cerros de Las Garzas, San Miguel y Las Planillas con alturas de 1780, 2090 y 2220 metros respectivamente. Existen algunas otras elevaciones de poca importancia diseminadas en todo el municipio, tales como los cerros de Novillero (1670 m); Las Latillas (1570 m); del Potrero (1615 m); Barrigón (1718 m) y Montenegro (1760 m); entre otros. Es importante mencionar que la porción centro oeste del municipio es un gran valle.
- Clima: El clima es semiseco con invierno y primavera secos, y semicálido sin estación invernal definida. La temperatura media anual es de 20 °C, y tiene una precipitación media anual de 1065 mm con régimen de lluvia en los meses de mayo a agosto. Los vientos dominantes son de dirección noroeste. El promedio de días con heladas al año es de 6.
- Hidrografía: En el municipio existen los ríos: El Salado y Cuisillos; y los arroyos: El Carrizo, Gamboa, El Zarco, Seco, Las Animas, Ahuisculco, Mezquite Gacho, Vadillo, Calderones, El Ahuijote, Melchor, El Sixto, La Villita, Los Lobos y La Tabaquera. Cuenta con 3 manantiales termales: San Isidro, Volcanes y Mazatepec. Y existen las presas de Elizondo, San Juan de los Arcos, Agua Prieta, San Simón, Parte de Hurtado y, la Laguna Colorada, La presa de la Vega.

Sus recursos hidrológicos son proporcionados por los ríos: El Salado y Cuisillos; por los arroyos de caudal permanente: Las Animas, El Texcalame, Prieto, San Antonio y Seco, además por los arroyos de temporal como: Zarco, La Villita, Agua Caliente, Ahuislulco y La Boquilla; tiene también dos manantiales termales: San Isidro y San Antonio Mazatepec. Además se localizan las presas Elizondo y parte de la presa Hurtado, las de San Simón y Agua Prieta.
- Suelos: Los suelos dominantes pertenecen al tipo Regosol eútrico y Feozem háplico, y como suelo asociados se encuentra el Vertisol pélico.
- Recursos Naturales: La riqueza natural con que cuenta el municipio está representada por 5,029 hectáreas de bosque donde predominan especies de pino, encino, tabachín, mezquite, eucalipto y frutales, principalmente. Sus recursos minerales son yacimientos de ópalo, cuarzo, balastre, perlita y sílice.
- Uso del Suelo: La mayor parte del suelo tiene un uso agrícola. La tenencia de la tierra es proporcional entre la propiedad ejidal y la pequeña propiedad.
- Flora y Fauna:
- Vegetación: En la flora existen especies como: pino, encino, tabachín, higuera, pinabete, huizache, palo dulce, mezquite, guamúchil, eucalipto, aguacate, guayaba y nogal.
- Fauna: En la fauna se dan especies como: conejo, ardilla, tlacuache, coyote y venado.

### Recursos Naturales
La riqueza natural con que cuenta el municipio está representada por 5029 ha de bosque donde predominan especies de pino, encino, tabachín, mezquite, eucalipto y frutales, principalmente. Sus recursos minerales son yacimientos de ópalo, cuarzo, balastre, perlita y sílice.
- Uso del Suelo: la mayor parte del suelo tiene un uso agrícola. La tenencia de la tierra es proporcional entre la propiedad ejidal y la pequeña propiedad.
- Orografía: conformada por zonas planas (65%), el resto de la superficie está por zonas semiplanas (20%) y zonas accidentadas (15%). Sus elevaciones más importantes se localizan al noroeste del municipio. Los cerros de Los Garza, los de San Miguel y Las Planillas se encuentran al este.
- Suelos: La composición de los suelos es de tipos predominantes Feozem Háplico, Regosol Eutrico y Vertisol Pélico. El municipio tiene una superficie territorial de 38.924 ha, de las cuales 19.154 son utilizadas con fines agrícolas, 7467 en la actividad pecuaria, 5029 son de uso forestal, 590 son suelo urbano y 6684 hectáreas tienen otro uso. En lo que a la propiedad se refiere, una extensión de 7107 ha es privada y otra de 31.817 es ejidal; no existiendo propiedad comunal.

## Demografía
De acuerdo a los resultados del Censo de Población y Vivienda de 2020 realizado por el Instituto Nacional de Estadística y Geografía, la población total del municipio de Tala asciende a 87 690 personas La densidad poblacional es de 167.04 habitantes por kilómetro cuadrado.

### Localidades
En el censo de 2020 el municipio de Tala contaba con 85 localidades.
| Código INEGI      | Localidad             | Población (2020) |
| ----------------- | --------------------- | ---------------- |
| 140830001         | Tala                  | 40 906           |
| 140830220         | Los Ruiseñores        | 15 519           |
| 140830013         | El Refugio            | 7 121            |
| 140830016         | San Isidro Mazatepec  | 4 083            |
| 140830004         | Cuisillos             | 3 819            |
| 140830002         | Ahuisculco            | 2 381            |
| 140830010         | Las Navajas           | 2 369            |
| 140830011         | Castro Urdiales       | 2 264            |
| 140830221         | Acacias               | 2 101            |
| 140830017         | San Juan de los Arcos | 1 754            |
| 140830005         | Cuxpala               | 1 474            |
| Otras localidades | Otras localidades     | 3 899            |
| Total municipal   | Total municipal       | 87 690           |

## Política
La Ley del Gobierno y la Administración Pública Municipal del Estado de Jalisco establece en su artículo 3.º “: “Cada municipio es gobernado por un Ayuntamiento de elección popular directa, Las competencias municipales deben ser ejercidas de manera exclusiva por el Ayuntamiento y no habrá ninguna autoridad intermedia entre éste y el Gobierno del Estado.”
En Jalisco los Ayuntamientos se integran por un presidente municipal, regidores y un síndico electos popularmente cada 3 años, según los principios de mayoría relativa y representación proporcional, en el número, las bases y los términos que señale la ley de la materia.
Estos principios y bases se encuentran en el Código Electoral y de Participación Ciudadana del Estado de Jalisco, vigente desde el 6 de agosto de 2008, donde se reconoce a todos los integrantes del ayuntamiento el carácter de munícipes, regidores o ediles.
Este cuerpo normativo señala en el artículo 29 las bases a las que se sujeta la integración de regidores de mayoría relativa y de representación proporcional para cada Ayuntamiento dividiendo a los municipios según su número de habitantes en 4 categorías; 50,000 o menos, hasta 100,000, hasta 500,000 y municipios con población mayor de esa última cifra; ordenando la aplicación de criterios de equidad de género en la integración de las planillas—de no más de 5 regidores de un solo sexo en planillas de 7 integrantes, hasta no más de 9 regidores de un mismo sexo en planillas de 13—y fijando un máximo de regidores de representación proporcional—desde 4 hasta 8—.
Con base en estas disposiciones, la integración, en términos cuantitativos, del Ayuntamiento que está en funciones en Tala en el período 2012-2015, es la siguiente:
Número de regidores de mayoría relativa (incluye al presidente y al síndico municipal): 9 (PRI)
Número de regidores de representación proporcional: 5 (3 del PAN, 1 del PRD y 1 del PT-MC)
Para el cumplimiento y observancia de sus competencias y funciones, el Ayuntamiento debe funcionar en comisiones permanentes o transitorias, con funciones de estudio, vigilancia y atención de los asuntos, mismas que en ningún caso tendrán funciones ejecutivas, según lo establece la Ley del Gobierno y la Administración Pública Municipal del Estado de Jalisco—artículos 27 y 28—. El número de comisiones, sus características, funciones y facultades son libremente determinados por el Ayuntamiento mediante reglamento y son integradas con al menos 2 regidores.
En los Ayuntamientos que tienen quince ediles o más, las comisiones permanentes siempre son colegiadas.
- Organización y Estructura de la Administración Pública Municipal:

En el marco de la reforma al artículo 115 de la Constitución Política de los Estados Unidos Mexicanos, publicada en el Diario Oficial de la Federación el 23 de diciembre de 1999, el municipio en México se transforma de una organización que administra a un ente que desarrolla sus funciones públicas como un orden de Gobierno, esto se expresa en la facultad para crear, extinguir o modificar las dependencias y entidades que integran la administración centralizada y paramunicipal con los que se manifiesta como autoridad ante los gobernados, atribución delimitada únicamente por la capacidad presupuestal y las necesidades de cada municipio, como lo precisa el artículo 60 de la Ley del Gobierno y la Administración Pública Municipal del Estado de Jalisco.
A efecto de describir la estructura orgánica funcional de la Administración Pública Municipal, la Ley en la materia del Estado de Jalisco resulta ser una base para establecer una estructura institucional básica; dicho ejercicio transita por la revisión de las responsabilidades que se desprenden de las obligaciones de los ayuntamientos señaladas en su artículo 37, como:
Elaborar la iniciativa de ley de ingresos y aprobar su presupuesto,
Crear y actualizar sus reglamentos,
Elaborar y enviar la cuenta pública,
Administrar su patrimonio y prestar los servicios públicos de su competencia,
Cumplir las disposiciones de protección civil y apoyar la educación, la cultura, la asistencia social y otras
Atender la seguridad en todo el municipio
Realizar la fiscalización y evaluación de la administración
Realizar las funciones del registro civil
Regular la adquisición de bienes y contratación de servicios
Planear el desarrollo urbano y controlar el uso de suelo
Ejercer atribuciones en prevención y erradicación de la violencia contra las mujeres

### Representación legislativa
Para la elección de diputados locales al Congreso de Jalisco y de diputados federales a la Cámara de Diputados federal, el municipio de El Salto se encuentra integrado en los siguientes distritos electorales:
Local:
- Distrito electoral local de 1 de Jalisco con cabecera en Tequila.[8]

Federal:
- Distrito electoral federal 1 de Jalisco con cabecera en Tequila.[9]

### Presidentes municipales
| Nombre                               | Período    | Partido político/Coalición |
| Manuel I. Gómez                      | 1918-1919  |                            |
| Pedro Romo Vivar                     | 1921       |                            |
| Manuel I. Gómez                      | 1921-1922  |                            |
| Dionisio M. Gómez                    | 1923       |                            |
| Luis García Rodríguez                | 1924       |                            |
| Benito Navarro Castillo              | 1925       |                            |
| Luis García Rodríguez                | 1926       |                            |
| Juan Calderón Martínez               | 1927-1928  |                            |
| Benito Navarro Castillo              | 1928       |                            |
| Luis García Rodríguez                | 1929       | PNR                        |
| Antonio López                        | 1929       | PNR                        |
| Francisco M. Gómez                   | 1929       | PNR                        |
| Benito Navarro Castillo              | 1930       | PNR                        |
| Dionisio R. Mariscal                 | 1931       | PNR                        |
| Dionisio M. Gómez                    | 1932-1933  | PNR                        |
| J. Jesús Núñez Guzmán                | 1934       | PNR                        |
| Mateo Romero López                   | 1935       | PNR                        |
| Pedro C. Castro                      | 1936       | PNR                        |
| Pedro Ramírez Calderón               | 1937       | PNR                        |
| Blas Sepúlveda                       | 1938       | PNR                        |
| Francisco Rodríguez Z.               | 1938       | PRM                        |
| Eleno Vega Mariscal                  | 1939       | PRM                        |
| Mateo Romero López                   | 1940       | PRM                        |
| Marcial Sayavedra                    | 1941-1942  | PRM                        |
| Pedro Ramírez Calderón               | 1943       | PRM                        |
| Juan Zavala Rosales                  | 1944       | PRM                        |
| Eleno Vega Mariscal                  | 1945-1946  | PRM                        |
| Francisco López Suárez               | 1947-1949  | PRI                        |
| J. Jesús Cortés Martínez             | 1950-1952  | PRI                        |
| Francisco Checa Zavala               | 1953-1955  | PRI                        |
| Espiridión López García              | 1956-1958  | PRI                        |
| Adolfo Diéguez Palomera              | 1959-1961  | PRI                        |
| Ramiro González Gómez                | 1962-1964  | PRI                        |
| Carlos González Sánchez              | 1965-1967  | PRI                        |
| J. Jesús Zavala Calderón             | 1968-1970  | PRI                        |
| Carlos Rodríguez Rodríguez           | 1971-1973  | PRI                        |
| Luis Arias Gómez                     | 1974-1976  | PRI                        |
| Antonio Murillo Rosales              | 1977-1979  | PRI                        |
| Luis Arias Gómez                     | 1980-1982  | PRI                        |
| Javier Barragán Castro               | 1983-1985  | PRI                        |
| J. Jesús Hernández Lira              | 1986-1988  | PRI                        |
| J. Jesús Cortés Gómez                | 1989-1992  | PARM                       |
| J. Rosario Zavala Quezada            | 1992-1995  | PRI                        |
| Teresa Núñez Casas                   | 1995-1997  | PRI                        |
| Narciso Valdez Partida (Interino)    | 1997       | PRI                        |
| José de Jesús Morales Delgadillo     | 1998-2000  | PRD                        |
| Narciso Valdez Partida               | 2001-2003  | PRI                        |
| María Elena Núñez Casas              | 2004-2006  | PRI                        |
| Cipriano Aguayo Durán                | 2007-2009  | PRD PT                     |
| Salvador Jorge Rivera Guerrero       | 2010-2012  | PRD                        |
| Antonio López Orozco                 | 2012-2015  | PRI PVEM                   |
| Arturo Macías (Interino)             | 2015       | PRI                        |
| Aarón César Buenrostro Contreras     | 2015-2018  | PRI PVEM                   |
| Enrique Gabriel Buenrostro Ahued     | 2018-2021  | PAN PRD MC                 |
| José Luis López Cervantes (Interino) | 2021       | PAN PRD MC                 |
| Antonio Porfirio Casillas Díaz       | 2021- 2024 | PRI                        |
| Juan Gerardo Ruiz Delgado            | 2024-2027  | MC                         |